# 吉爾特納 (內布拉斯加州)
吉爾特納（英語：Giltner）是位於美國內布拉斯加州漢密爾頓縣的村。

## 人口
根據2020年美國人口普查的數據，吉爾特納的面積為1.01平方千米，當中陸地面積為1.00平方千米，而水域面積為0.01平方千米。當地共有人口406人，而人口密度為每平方千米402人。